# Mobile Suit Gundam: MSVS - Earth Federation
Mobile Suit Gundam: MSVS - Earth Federation est un jeu vidéo de stratégie développé et édité par Bandai en mars 2000 sur WonderSwan. C'est une adaptation en jeu vidéo de la série basée sur l'anime Mobile Suit Gundam. C'est un opus d'une série de trois jeux.

## Série
1. Mobile Suit Gundam: MSVS : 1999, WonderSwan
2. Mobile Suit Gundam: MSVS - Earth Federation
3. Mobile Suit Gundam: MSVS - Zeon : 2000, WonderSwan Color